# Isola di Ons
Ons è un'isola spagnola appartenente al piccolo arcipelago galiziano delle Isole di Ons. Si situa all'entrata della Ria di Pontevedra e appartiene amministrativamente al municipio di Bueu, situato nella provincia di Pontevedra. Insieme ad altri piccoli arcipelaghi del nord della Spagna come l'arcipelago delle isole Cies o le isole di Sálvora e quella di Cortegada forma parte del parco nazionale delle Isole Atlantiche della Galizia.

## Descrizione
La superficie totale dell'isola è di 4,25 km² e il suo punto più alto corrisponde alla cima del Alto do Cucorno a 128 metri di altezza. Malgrado le sue piccole dimensioni, l'isola dispone di ben 16 fonti di acqua potabile che alimentano le riserve d'acqua dell'isola. Il clima è qualificato come mediterraneo con temperature medie che si aggirano attorno ai 14,2 °C e con precipitazioni dalle medie annuali relativamente elevate.
La popolazione totale è sugli 81 abitanti. Malgrado i numeri odierni, la demografia dell'isola ha avuto variazioni irregolari durante il secolo scorso, arrivando ad avere 530 abitanti nel 1955 e passando ad averne solo 16 nel 1982. La popolazione si concentra principalmente sulla costa orientale, dove i litorali sono sabbiosi e con pendenze dolci, mentre quella occidentale e direttamente esposta all'oceano è più aspra e rocciosa.
Le sue spiagge sono cristalline e ci sono diversi percorsi che portano al faro o al "Buraco do Inferno". L'isola ospita l'unico campeggio sostenibile della Galizia, con servizi di campeggio, noleggio di cabine e glamping.
La spiaggia di Melide si trova nel nord dell'isola. È stata una delle prime spiagge per nudisti della Galizia ed è raggiungibile attraverso un sentiero di due chilometri dal nucleo urbano dell'isola.